# Йоханнесен, Оли
О́ли Йоха́ннесен (фар. Óli Johannesen; 6 мая 1972, Твёройри) — фарерский футболист. Экс-рекордсмен национальной сборной Фарерских островов по количеству сыгранных игр.

## Карьера

### Клубная
Футбольную карьеру Оли Йоханнесен в команде Твёройри из родного для него одноимённого города. В этой же команде он провёл большую часть своей футбольной карьеры.
Помимо Твёройри выступал за Б-36 из Торсхавна, а также шесть сезонов провёл в датском чемпионате, сначала выступая за Орхус из датской Суперлиги, а потом за Видовре, выступающую в низшей датской лиге.
Переход Йоханнесена в «Видовре» был связан с тем, что контрольный пакет акций этого клуба приобрёл вратарь Петер Шмейхель, желавший вывести её в топ чемпионата Дании: после одного из матчей между Данией и Фарерских островов Шмейхель предложил Йоханнесену перейти в команду, и тот согласился.

### Национальная
В сборной Фарерских островов Йоханнесен дебютировал в 1992 году в товарищеском матче против сборной Израиля. Всего в составе сборной провёл 83 игры, что долгое время являлось рекордным показателем. 5 сентября 2001 года, выйдя на поле против сборной России, он перебил рекорд Алана Мёркере, сыгравшего 54 матча за сборную Фарерских островов. В 2015 году рекорд Йоханнесена превзошёл полузащитник Фроуви Беньяминсен.
За время выступлений за сборную забил один мяч. Это случилось в апреле 1993 года в игре против сборной Эстонии.
По данным газеты «Спорт-Экспресс» за 5 сентября 2001 года, Йоханнесен ни разу не получал даже лёгких травм, однако пропустил три матча за сборную Фарерских островов: один из них (против Югославии в 2001 году) — из-за перебора жёлтых карточек, другой (против Эстонии в 1998 году) — из-за отлучки в педагогический институт. По невероятному совпадению, оба раза фарерцы проиграли, уступив Эстонии 0:5, а Югославии 0:6.

## Стиль игры
Выступал на позиции либеро, обладал атлетическим телосложением.

## Личная жизнь
Окончил педагогический институт.